# Tre oriundi contro Ercole
Tre oriundi contro Ercole (The Three Stooges Meet Hercules) è un film del 1962, diretto da Edward Bernds. Il film è una parodia sui film mitologici soprattutto sulla figura di Ercole. Protagonisti il famoso trio comico statunitense i tre marmittoni, formato da Moe Howard, Larry Fine e Joe DeRita.

## Trama
I Marmittoni (the Stooges) sono gli assistenti dello scienziato Schuyler Davische sta lavorando alla sua macchina del tempo, ma lo scienziato la sua fidanzata Diana e i tre Stooges per un errore,sono risucchiati nel tempo. Sono catapultati nella Grecia antica di Omero, dove i Marmittoni devono decidere le sobri della guerra tra Ercole, Ulisse e il re tirannico Odiosus.